# República Popular China en los Juegos Olímpicos de Sarajevo 1984
La República Popular China estuvo representada en los Juegos Olímpicos de Sarajevo 1984 por un total de 37 deportistas que compitieron en 5 deportes.
El portador de la bandera en la ceremonia de apertura fue el patinador de velocidad Zhao Shijian. El equipo olímpico chino no obtuvo ninguna medalla en estos Juegos.